# تاژک

تاژک یک باکتری گرم-منفی

ساختار سلول پروکاریوتی باکتری.

تاژَک یا فلاژل زائده‌های سلولی بلند و درازی هستند که در جانداران تک‌سلولی مانند تاژک‌داران و برخی باکتری‌ها به‌طور متفاوتی وجود دارند. آن‌ها عملکرد موتوری دارند و بیشتر در باکتری‌های گرم منفی مانند باسیل‌ها دیده می‌شوند. از آن‌جا که باکتری‌های گرم مثبت به شکل کوکسی هستند  محیط‌های خشک را ترجیح می‌دهند و  فاقد تاژک هستند. تاژک در برخی خانواده‌های باکتریایی دارای خواص آنتی‌ژنی بالایی می‌باشد و طبقه‌بندی این سری باکتری‌ها بر اساس خواص باکتریایی تاژک آن‌هاست.

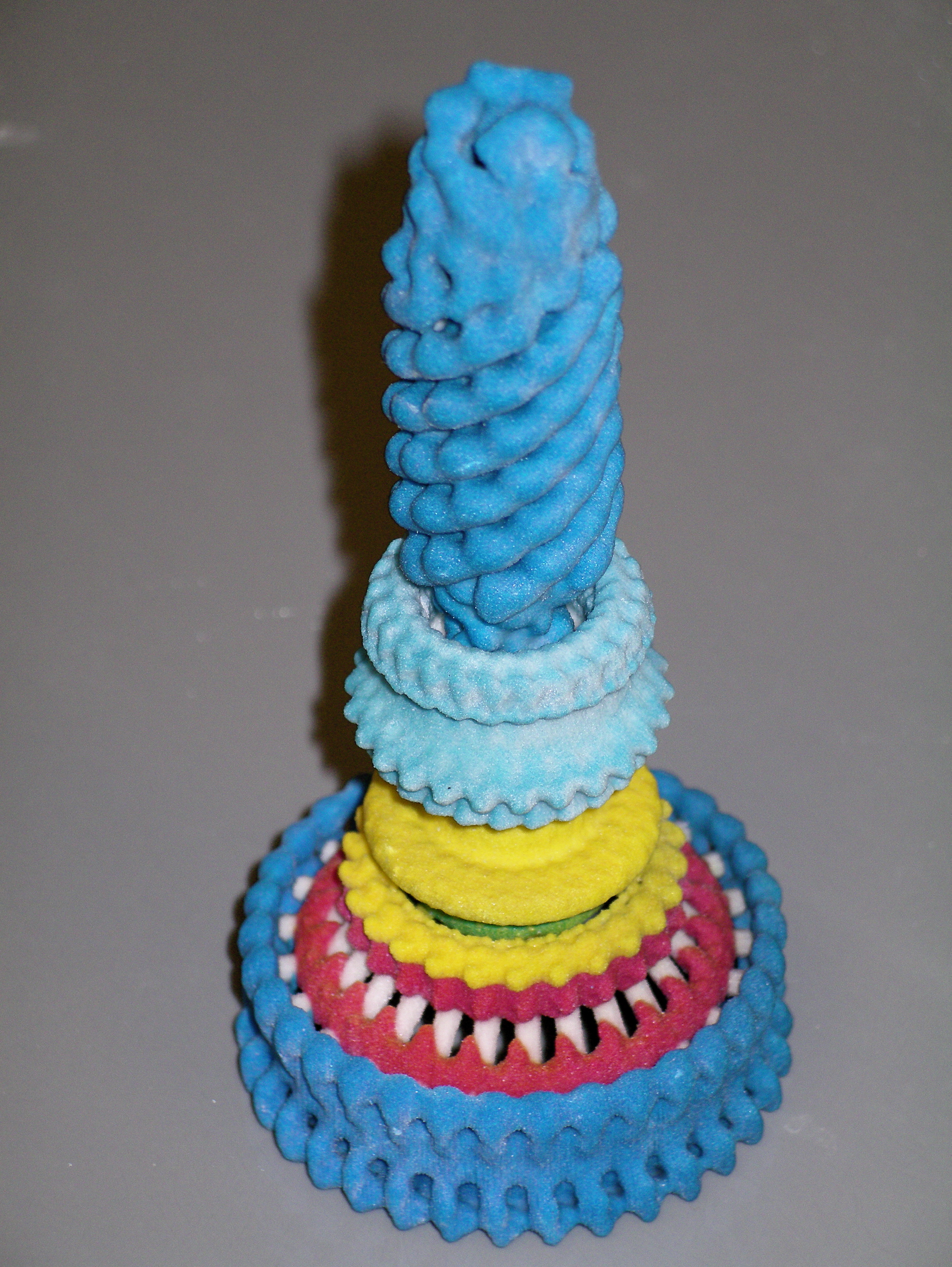
مدل فیزیکی از تاژک باکتریایی

برخی یوکاریوت‌ها از گروه دوتاژکان و برخی از تک‌تاژکان هستند.
تاژک اغلب در سلول جانوری  وجود دارد و در سلول های گیاهی،فقط در سلول جنسی نر خزه و سرخس وجود دارد

## ساختار
بازده تاژک‌ها نزدیک به ۱۰۰ درصد یعنی ۹۹٫۹۹۹۹٪ می‌باشد.
اساس ساختار تاژک سلول‌های یوکاریوتی یک اسکلت ریزلوله‌ای (میکروتوبولی) است که در غشای سلولی، محصور و به ساقه مژکی معروف است. ساقه مژکی را با فرمول ۲ + ۹ نمایش می‌دهند و به این معنی است که ۹ جفت ریزلوله محیطی، یک جفت ریزلولهٔ مرکزی را دربر گرفته‌اند. حرکت تاژک یوکاریوتی به، صورت‌های گوناگون صورت می‌گیرد که معمولاً حرکت از نوع موجی است.
تاژک در باکتری‌ها از تجمع زیرواحدهای پروتئینی به‌نام فلاژلین تشکیل می‌شود که یک ساختمان توخالی دارد.
هر تاژک از سه بخش تشکیل شده‌است:
رشتهٔ مارپیچ (Filament)،
قلاب (Hook)
جسم پایه‌ای (Basal body)
رشتهٔ مارپیچ، معرف طولانی‌ترین بخش و پایانه و متشکل از یک سری زیرواحدهای پروتئینی به نام فلاژلین با ویژگی‌های آنتی‌ژنی است.
قلاب تنها از یک تک‌پروتئین که رشتهٔ مارپیچ را به جسم پایه ای متصل می‌کند تشکیل می‌شود. جسم پایه‌ای در غشای پلاسمایی قرار می‌گیرد جایی که از آن انرژی لازم را به‌دست می‌آورد، تشکیل شده از زیرواحدهای مختلف حداقل از پانزده پروتئین گوناگون که با هم جمع می‌شوند برای تشکیل طولانی‌ترین بخش، در ادامه فلاژل میله و چهار حلقه در باکتری‌های گرم منفی و دو حلقه در باکتری‌های گرم مثبت وجود دارد که این تفاوت تعداد حلقه‌های به دلیل ترتیب لایه‌های سطحی است.
حلقه‌ها در باکتری‌های گرم منفی شامل L, P ،S ,M و در گرم مثبت‌ها شامل P و M هستند که بین آن‌ها پروتئین وجود دارد و عملکرد اتصال رشتهٔ مارپیچ به ساختاری سطحی و به حرکت انداختن تاژک را دارند.
بین آن‌ها پروتئین‌های MOT که عملکرد موتور فلاژل و FLI که عملکرد مبدل موتور را دارند.

## شگفتی‌های تاژک‌ها

### معمای تکامل تاژک‌ها
• کشف ۲۰۲۴: ساختارهای شبه‌تاژکی در شهاب‌سنگ‌های مریخی (منبع: *Astrobiology*)
• نظریه جدید: تاژک‌ها ممکن است الگوی اولیه برای حرکت در حیات فرازمینی باشند (منبع: *Journal of Exobiology*)
• توانایی عملکرد در دمای ۱۵۰- تا ۳۰۰+ درجه سانتیگراد (منبع: *Extremophiles*)

### مهندسی مولکولی حیرت‌انگیز
• سیستم محرکه تاژک از ۴۲ پروتئین خودسازمان‌ده تشکیل شده - عددی که در طبیعت بی‌نظیر است (منبع: *Molecular Biology and Evolution*)
• تولید جریان الکتریکی تا ۱ پیکوآمپر در هر تاژک (منبع: *Nanoscale*)
• الهام‌بخش طراحی میکروربات‌های پزشکی نسل جدید (منبع: *Science Robotics*)

### پدیده‌های فیزیکی غیرعادی
• حرکت مارپیچی با کارایی ۹۹% - بالاترین بازده حرکتی در طبیعت (منبع: *Physical Review Letters*)
• توانایی تغییر جهت در کمتر از ۱ میلی‌ثانیه (منبع: *Biophysical Journal*)
• رفتار موجی هماهنگ در گروه‌های میلیونی (منبع: *Nature Physics*)

### رکوردهای شگفت‌انگیز
• سریع‌ترین اندامک سلولی: چرخش تا ۲۰۰۰ دور در دقیقه (منبع: *Guinness World Records*)
• کوچک‌ترین موتور طبیعی: قطر تنها ۲۰ نانومتر (منبع: *PNAS*)
• توانایی حمل ۵۰ برابر وزن خود در مواد ژنتیکی (منبع: *Cell*)

### کاربردهای انقلابی
۱. سیستم‌های دارورسانی هوشمند با دقت نانومتری (منبع: *Nature Nanotechnology*)
۲. تولید انرژی پاک از حرکت تاژکی (منبع: *Advanced Energy Materials*)
۳. ساخت حسگرهای زیستی فوق‌حساس (منبع: *Biosensors and Bioelectronics*)